# کشتیرانی جمهوری اسلامی ایران
شرکت کشتیرانی جمهوری اسلامی ایران، شرکت ترابری دریایی و کشتیرانی ایرانی است، که هم‌اکنون با در اختیار داشتن ناوگانی از ۱۷۰ فروند کشتی، به‌عنوان بزرگترین شرکت خدمات کشتیرانی خاورمیانه محسوب می‌شود.
شرکت کشتیرانی ایران در سال ۱۳۴۶شرکت کوچکی تحت نام شرکت کشتیرانی ملی آریا  تأسیس شد. این شرکت پس از انقلاب اسلامی توسعه وسیع یافت بطوری که شمار کارکنان این شرکت در سال ۲۰۱۲ بالغ بر ۷،۰۰۰ نفر اعلام شد.و اکنون دارای ۱۱۵ فروند کشتی با ظرفیت بالغ بر ۳٫۳ میلیون DWT است، که با بهره‌گیری از ۶ هزار نفر کادر دریایی و هزار نفر پرسنل بخش خشکی موجبات حمل بیش از ۲۲ میلیون تن کالا در سال را فراهم کرده‌است. با احتساب ناوگان‌های شرکت‌های تابعه و زیرمجموعه شرکت کشتیرانی ایران، در سال ۱۳۹۲ دارای ۱۷۰ کشتی در کلاس‌های مختلف می‌باشد.
چهارشنبه ۲۰ آذر ۱۳۹۸ پومپئو وزیر خارجه آمریکا اعلام کرد این شرکت را در فهرست تحریم قرار داده است.

## تاریخچه
در ابتدای دهه ۱۳۴۰ خورشیدی، افزایش حجم واردات کالا به ایران و ورود و خروج بی‌رویه کشتی‌های خارجی در بنادر داخلی، از گذشته موجب بروز حساسیت در کشور می‌شد. بدین ترتیب اندیشه تأسیس یک شرکت مستقل کشتیرانی در محافل بانکی و بازرگانی کشور قوت گرفت و برخی از مسئولان را به مطالعه و بررسی طرح تأسیس نخستین شرکت کشتیرانی ایرانی واداشت.
به ویژه اینکه نیاز به یک ترابری دریایی منظم و ملاحظاتی چون موقعیت جغرافیایی خاص ایران، داشتن مرزهای طولانی آبی، دسترسی به آب‌های گرم و حساسیت حیاتی ترابری کالا از طریق دریا نیز بر اهمیت این موضع می‌افزود. بر این اساس مطالعاتی از سوی سامانه بانکی و سازمان برنامه و بودجه در این زمینه انجام شد.
نتیجه این مطالعات که از سال ۱۳۴۰ آغاز شده بود، در اولین اجلاس مجمع عمومی مؤسسین در مرداد ۱۳۴۶ تصویب و شرکتی با نام شرکت کشتیرانی ملی آریا فعالیت خود را از همان زمان آغاز کرد. فعالیت کشتیرانی آریا در سال ۱۳۴۷ با دو فروند کشتی کوچک، با ظرفیت‌های هزار و یک هزار و ۵۵۰ تن، در حوزه خلیج فارس و ۴ فروند کشتی اقیانوس پیما با نام‌های آریاسپ، آریافر، آریاناز و آریاگام با ظرفیت ۶۱ هزار و ۲۵۲ تن در مسیر خلیج فارس – اروپا، خلیج فارس – آسیا و خلیج فارس - آمریکا و بالعکس شروع شد. تا پایان سال ۱۳۵۶ شمار کشتی‌های ناوگان آریا به ۴۲ فروند و به ظرفیت کل ۵۲۵ هزار تن افزایش یافت. 
با وقوع انقلاب ۱۳۵۷ ایران و تغییر ساختار اقتصادی و سیاسی کشور در ۱۵ دی ماه ۱۳۵۸، شرکت کشتیرانی آریا، به شرکت کشتیرانی جمهوری اسلامی ایران، تغییر نام یافت و به‌عنوان یکی از شرکت‌های وابسته به وزارت بازرگانی به فعالیت تجاری خود ادامه داد. در آغاز جنگ ایران و عراق در حدود ۱۶ فروند از ناوگان این شرکت از قبیل آریابوم، آریاجهان، آریاشاد و آریاامید مورد اصابت قرار گرفت و خسارات عمده‌ای به ناوگان عملیاتی این شرکت، وارد شد.
هم اکنون شرکت کشتیرانی ایران، دارای ۱۱۵ فروند کشتی با ظرفیت بالغ بر ۳٫۳ میلیون DWT است، که با بهره‌گیری از ۶ هزار نفر کادر دریایی و هزار نفر پرسنل بخش خشکی موجبات حمل بیش از ۲۲ میلیون تن کالا در سال را فراهم کرده‌است. با احتساب ناوگان‌های شرکت‌های تابعه و زیرمجموعه شرکت کشتیرانی ایران، در سال ۱۳۹۲ دارای ۱۷۰ کشتی در کلاس‌های مختلف می‌باشد.
سازمان بازنشستگی کشوری و سازمان تأمین اجتماعی از جمله سهامداران اصلی شرکت کشتیرانی ایران هستند.
این شرکت دارای شعبات متعدد در داخل و خارج ایران می‌باشد.

## ناوگان

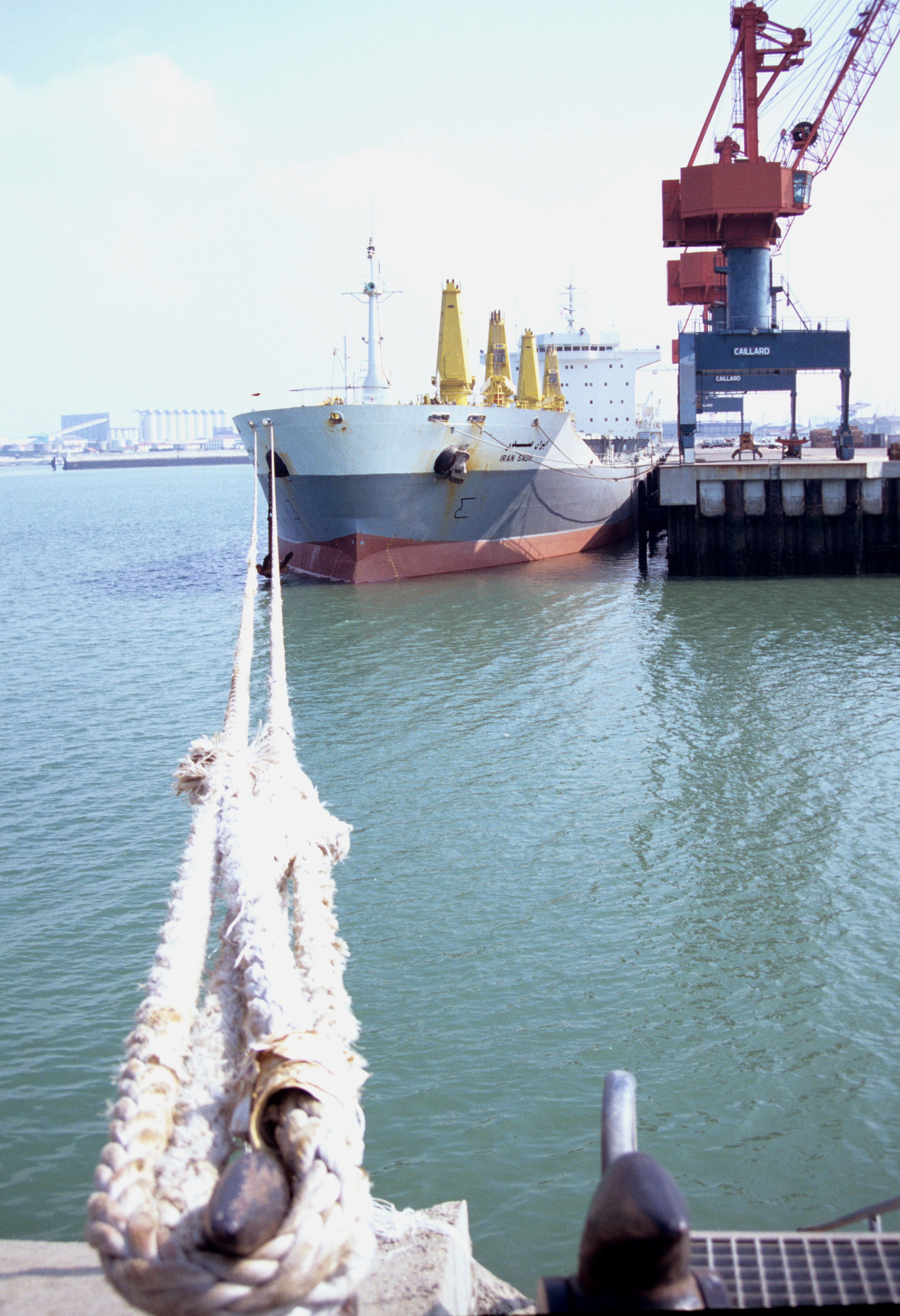
کشتی ایران‌صدر، ساخت دوو کره جنوبی

این گروه با دارا بودن ناوگانی متنوع از انواع کشتی‌های اقیانوس پیما و شناورهای خدماتی، در کلیه مسیرهای بین‌المللی فعالیت می‌کند. امروزه گروه کشتیرانی جمهوری اسلامی ایران جهت ترابری کالا به بسیاری از بندرهای مهم جهان تردد نموده و با ارائه خدمات متنوع، بخش قابل توجهی از ظرفیت خود را به جابجایی کالا در مسیرهای بین‌المللی اختصاص داده است.
در سال ۱۳۸۸ این شرکت در مجموع دارای ۱۷۶ فروند شناور بود، که ۵۳ فروند کشتی فله‌بر، ۸ فروند جنرال کارگو، ۲۰ فروند کشتی کانتینری، ۲۵ فروند شناور چندمنظوره، ۴ فروند کشتی تانکر، ۲ عدد رو رو و ۴ عدد شناور تندرو مسافری، در ناوگان خود داشت. در سال ۱۳۸۹ شمار کشتی‌های این ناوگان به ۱۳۲ فروند رسید. در ۱۳۹۰ شمار شناورها، به ۱۴۶ و در سال ۱۳۹۱ به ۱۶۶ فروند افزایش یافت.

## شرکت‌های تابعه
- شرکت کشتیرانی راه جنوب
- شرکت کشتیرانی والفجر
- شرکت کشتیرانی دریای خزر
- شرکت کشتیرانی ایران و هند
- شرکت کشتیرانی ایران و مصر شرکت ایراینوست شیپ
- شرکت خدمات دریایی و مهندسی کشتیرانی
- شرکت خدمات ماشینی کشتیرانی
- شرکت ترابری ترکیبی کشتیرانی جمهوری اسلامی ایران
- مؤسسه آموزشی کشتیرانی ایران
- مؤسسه خدمات رفاهی کشتیرانی ایران
- شرکت سرمایه‌گذاری کشتیرانی ایران[۸]
- شرکت بیمه معلم: شرکت کشتیرانی ایران مالک ۲۵  درصد از سهام شرکت بیمه معلم است.[۹][۱۰]

## عملیات
بیش از ۹۰٪ درصد از تجارت جهانی از طریق فرایند ترابری دریایی انجام می‌پذیرد. گروه کشتیرانی ایران به‌عنوان بزرگترین شرکت کشتیرانی ایرانی، خطوط کشتیرانی مختلفی را از منطقه خلیج فارس به همه بندرهای کشورهای آسیایی، بندرهای کشورهای واقع در جنوب دریای مدیترانه، آمریکای لاتین و همچنین آفریقا دایر نموده و توانسته است مقام اول را در خصوص حمل کانتینر در منطقه خاورمیانه به خود اختصاص دهد.

## ساختار سازمانی
گروه کشتیرانی جمهوری اسلامی ایران با هدف تخصصی کردن فعالیت‌های خود اقدام به سازماندهی ساختار شرکت بر مبنای یک شرکت هلدینگ نموده و هم‌اکنون این گروه به عنوان بزرگترین هلدینگ ترابری ایران و منطقه خاورمیانه محسوب می‌گردد.

## تحریم‌های بین‌المللی

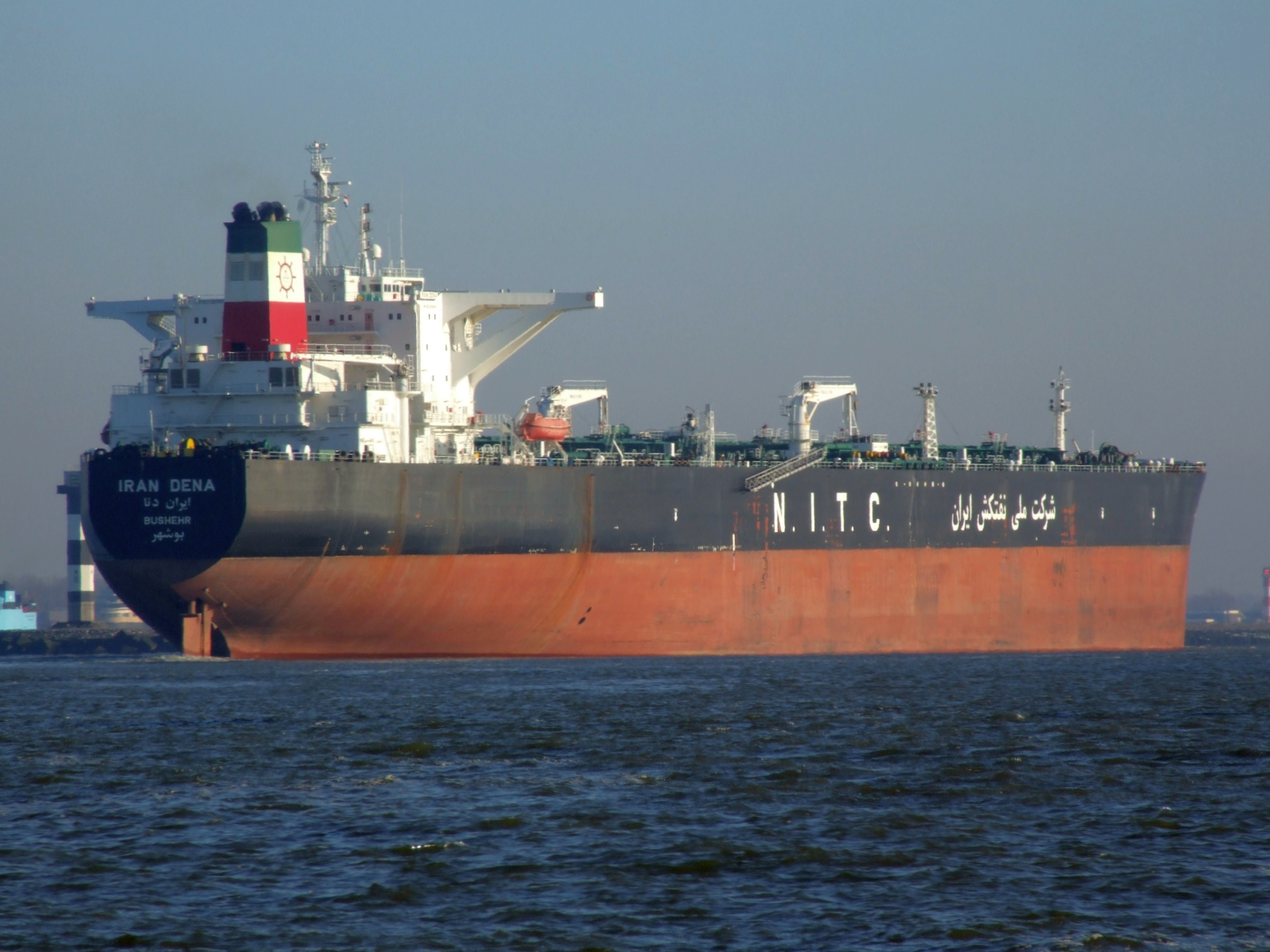
کشتی Iran Dena با شماره IMO 9218480 در حال نزدیک شدن به بندر روتردام، هلند، در تاریخ ۱۵ دسامبر ۲۰۰۷ (۲۴ آذر ۱۳۸۶) مشاهده شد.

از اول ژوئیه ۲۰۱۳ به موجب تحریم‌های علیه ایران همه خطوط بین‌المللی حمل کانتینر از ورود به بندرهای ایران منع شدند، که در نتیجه این تحریم بازار حمل کانتینر کشور به‌طور انحصاری به دست کشتیرانی جمهوری اسلامی ایران افتاد، اگرچه این شرکت پیشتر در فهرست تحریم‌های بین‌المللی قرار گرفته بود و در پی آن عملاً در بایکوت کامل بسر می‌برد. تحریم‌های وضع شده باعث کاهش سود شرکت از ۹۶۲ ریال به ۶ ریال در هر سهم و سقوط قیمت سهام این شرکت در بازار بورس اوراق بهادار تهران گردید.

## فعالیت های فرهنگی و هنری
گروه کشتیرانی جمهوری اسلامی ایران با هدف ترویج فرهنگ خانواده در میان دریانوردان با شعار «خانواده، زندگی، دریا» پویش ملی ای با عنوان «کشتی آبی» برگزار می کند که در بخش های فیلم، عکس، نقاشی، داستان، شعر و موسیقی به جمع آوری آثار از میان خانواده دریانوردان پرداخته است.
داوران این پویش احسان علیخانی، مسعود فراستی، لاله اسکندری، منصور ضابطیان، شهرام شکیبا، کارن همایونفر، بهروز شعیبی، بهرام عظیمی، امیرعلی نبویان، رضا رفیع بوده اند.